# Macquarie Dictionary
Das Macquarie Dictionary ist ein Wörterbuch für australisches Englisch. Es handelt sich bei dem Wörterbuch um die maßgebliche Quelle für australisches Englisch. Es widmet auch dem neuseeländischen Englisch große Aufmerksamkeit. Ursprünglich war es ein Verlagsprojekt von Jacaranda Press, einem Bildungsverlag aus Brisbane, für welchen ein Redaktionskomitee gebildet wurde, das hauptsächlich aus der Sprachwissenschaftlichen Abteilung der Macquarie University in Sydney bestand. Es wird jetzt von Macquarie Dictionary Publishers in einem Verlagsprojekt von Pan Macmillan Australia Pty Ltd. veröffentlicht. Im Oktober 2007 verlegte der Verlag seine Redaktion von der Macquarie University an die Universität Sydney und später an die Pan Macmillan Büros im zentralen Geschäftsviertel von Sydney.

## Geschichte
Die ersten sieben Ausgaben des Macquarie Dictionary wurden von der Lexikographin Susan Butler herausgegeben, die 1970 als wissenschaftliche Mitarbeiterin in das Projekt eintrat und bei der Veröffentlichung der ersten Ausgabe 1981 deren Chefredakteurin war. Butler kündigte im März 2018 ihren Rücktritt als Redakteurin des Macquarie Dictionary an, nachdem sie 48 Jahre lang für den Verlag tätig war.

### Erstausgabe
Die Originalversion des Macquarie Dictionary basiert auf Hamlyns Encyclopedic World Dictionary von 1971, das wiederum auf Random House' American College Dictionary von 1947 basiert, das auf dem New Century Dictionary von 1927 basiert, das auf The Imperial Dictionary of the English Language basiert, das wiederum auf der zweiten Ausgabe des Noah Webster’s American Dictionary of the English Language von 1841 basiert.
Seit seiner ersten Veröffentlichung im Jahr 1981 ist der Einsatz des Wörterbuches so stark gestiegen, dass es im Laufe der Zeit zu einem Konkurrenten etablierter Wörterbücher aus dem englischsprachigen Raum als Standardwerk für die englische Sprache in Australien geworden ist.

### Zweite Ausgabe
Die zweite Ausgabe wurde 1991 veröffentlicht. In dieser wurden enzyklopädische Inhalte zu vielen Einträgen hinzugefügt.

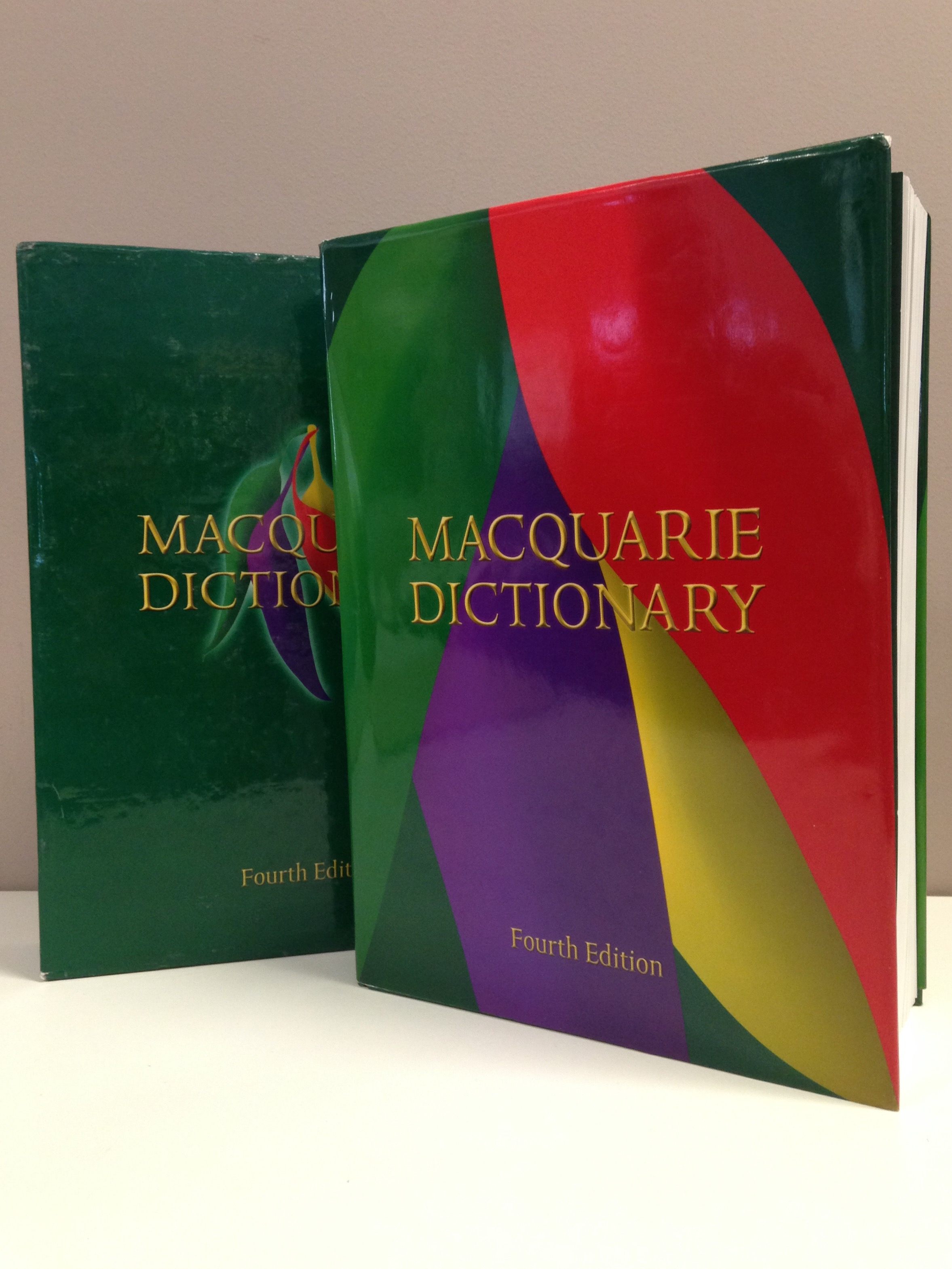
Die vierte Ausgabe des Macquarie Dictionary

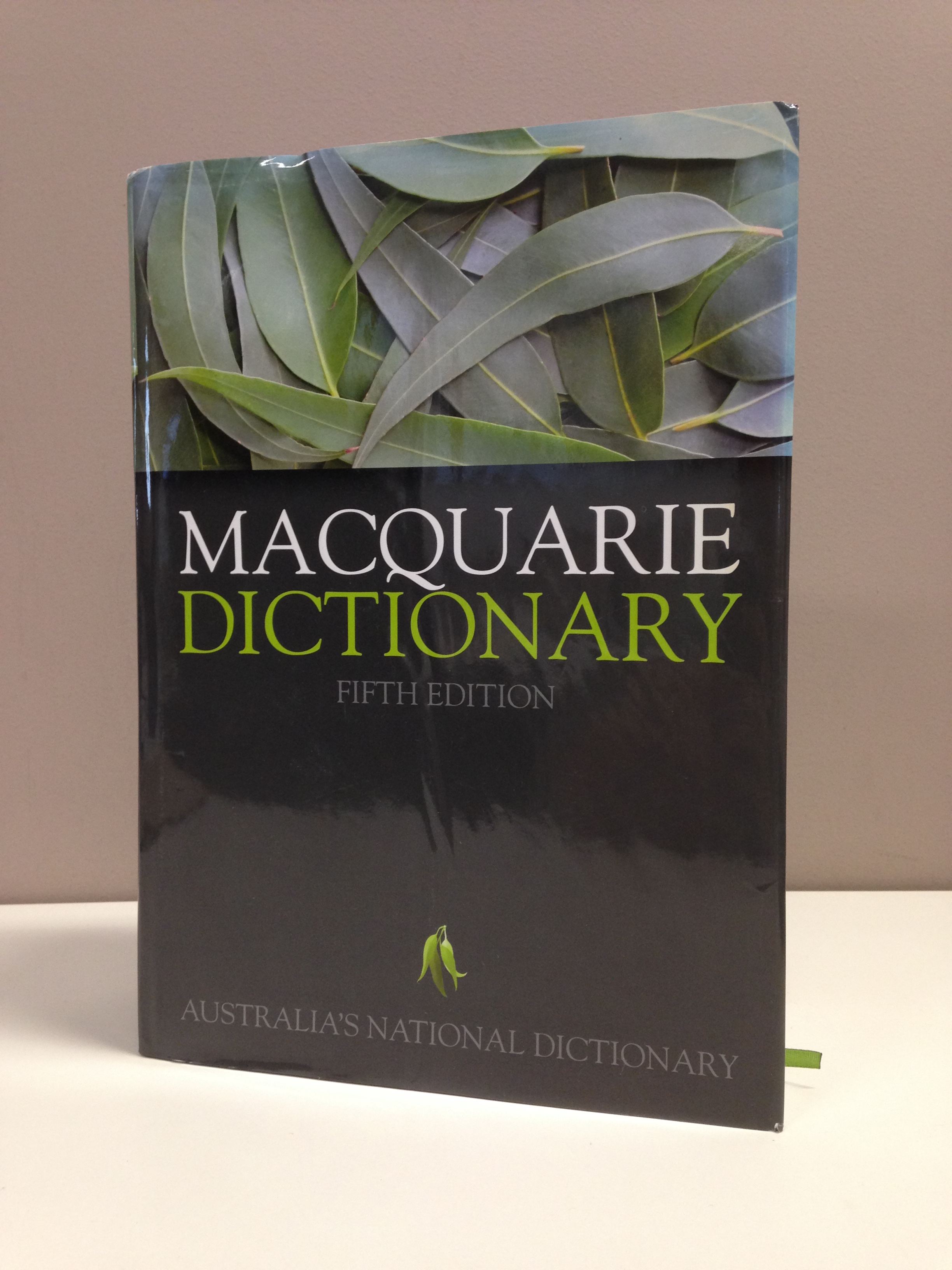
Die fünfte Ausgabe des Macquarie Dictionary

### Dritte Ausgabe
Die dritte Ausgabe, die 1997 erschien, nutzte einen hauseigenen Wortschatz australischer Literatur, Ozcorp, um eine große Anzahl von Beispielen australischen Wortgebrauchs hinzuzufügen. Diese Ausgabe gab auch eine erweiterte Übersicht über das Englische in Asien.

### Vierte Ausgabe
Der vierten Ausgabe, die 2005 veröffentlicht wurde, wurde eine große Zahl von Zitaten hinzugefügt, und dem australischen Regionalismus wurde in dieser besondere Aufmerksamkeit.

### Fünfte Ausgabe
Die fünfte Ausgabe wurde im Oktober des Jahres 2009 veröffentlicht. Ihr wurden insbesondere Worte bezüglich der Umwelt und des Klimawandels hinzugefügt.

### Sechste Ausgabe
Die sechste Ausgabe erschien im Oktober 2013 und enthält eine Aktualisierung neuer Wörter und Phrasen aus anderen englischen Sprachvarianten, die das australische Englisch beeinflusst haben, wie zum Beispiel britisches Englisch, amerikanisches Englisch und Englische Sprachvarianten aus Südostasien, sowie Indien und China.

### Siebente Ausgabe
Die siebente Ausgabe des Macquarie Dictionary wurde am 28. Februar 2017 veröffentlicht.
Mit einem Vorwort von Kate Grenville beinhaltet diese neueste Ausgabe Tausende neuer Wörter und Erklärungen australischer Regionalismen und eine Sammlung von Wörtern aus der australischen Erfahrung im Ersten Weltkrieg.

### Bevorzugte Schreibweisen
Das Wörterbuch zeichnet die standardmäßige australisch-englische Rechtschreibung auf, die näher an der britischen als an der amerikanischen Rechtschreibung liegt. So sind zum Beispiel die Schreibweisen colour, centre, defence und practice/practise (Substantiv/Verb) angegeben. Im Wörterbuch sind zuerst Schreibweisen mit der Endung -ise angegeben und jene Wörter die auf -ize enden sind als akzeptable Schreibweisen angegeben. Im Oxford English Dictionary und einigen anderen britisch-englischen Wörterbüchern wird im Gegensatz dazu trotz der gegenteiligen Tendenz in der britischen Öffentlichkeit die Endung -ize präferiert (siehe auch Oxford spelling). Labour wird manchmal auch Labor geschrieben, insbesondere in Bezug auf die Labor Party.
Eine besondere Abweichung von der britischen Schreibweise stellt diese des Wortes program dar, das im britischen Englisch programme geschrieben wird.

## Kollaborationen

### Wort des Jahres
Jedes Jahr wählen die Redakteure eine Auswahlliste mit neuen Wörtern aus, die dem Wörterbuch hinzugefügt werden, und laden die Öffentlichkeit ein, über ihren Favoriten abzustimmen. Die Publikumsabstimmung findet im Januar statt. Ein Wort wird auch von einem Ausschuss ausgewählt.

## Versionen
Eine Reihe reduzierter Versionen sind erhältlich, darunter eine Taschenausgabe sowie Begleitbände wie ein Thesaurus. Die neueste Ausgabe der wichtigsten vollständigen Version des Macquarie Dictionary ist die siebente, die 2017 veröffentlicht wurde. Das 2004 veröffentlichte Macquarie Australian Slang Dictionary ist eine aktuelle Aufzeichnung des australischen Slangs. Eine Reihe von Wörterbüchern, vom kompletten bis hin zu einem reduzierten Wörterbuch, ist als iOS-Anwendung verfügbar.

### Macquarie Dictionary Online
Das Macquarie Dictionary Online war zunächst die digitale Version der gedruckten vierten Ausgabe. Ab 2013 ist es die ausführlichste Version des Wörterbuches mit der größten Vielfalt an enzyklopädischen und nicht-enzyklopädischen Einträgen. Es bietet Aussprachehilfen. Es ist im Abonnement erhältlich.